# Broxburn Viaduct
Der Broxburn Viaduct ist eine Eisenbahnbrücke in Schottland. Er liegt auf der Grenze der Council Areas West Lothian und Edinburgh. 1971 wurde das Bauwerk in die schottischen Denkmallisten in der höchsten Kategorie A aufgenommen. Mit dem Almond Valley Viaduct befindet sich rund einen Kilometer südlich ein weiterer denkmalgeschützter Eisenbahnviadukt.

## Beschreibung
Der Mauerwerksviadukt liegt rund zwei Kilometer östlich des Zentrums von Broxburn. Er wurde im Jahre 1842 als Teil der Edinburgh and Glasgow Railway erbaut. Heute wird der Viadukt von Zügen der Glasgow to Edinburgh via Falkirk Line genutzt. Die siebenbögige Bogenbrücke führt die zweigleisige Bahnstrecke über die A89 und den Bach Brox Burn. Das Mauerwerk besteht aus bossierten Quadersteinen. Der mittlere Bogen, welcher die A89 überspannt, wurde später mit einem Stahlgerüst verstärkt. Der nördlichste Bogen wurde hingegen teilweise durch ein Mauerwerk verschlossen, das selbst wieder zwei bogenförmige Öffnungen aufweist.